# Рот, Людвиг Христианович
Людвиг Христианович Рот (1789—1878) — генерал-майор, участник войн против Наполеона и подавления польского восстания 1830—1831 годов.

## Биография
Родился в 1789 году. Служил в армейской пехоте. Принимал участие в Отечественной войне 1812 года и последующих Заграничных походах, за отличие в 1814 году награждён орденом св. Анны 4-й степени и прусским орденом Pour le Mérite.
В 1831 году Рот принимал участие в кампании против восставших поляков и был награждён орденом св. Анны 2-й степени и польским знаком отличия за военное достоинство (Virtuti Militari) 3-й степени. Произведённый за отличие в полковники Рот 25 декабря 1831 года был награждён орденом св. Георгия 4-й степени (№ 4618 по кавалерскому списку Григоровича — Степанова).
Затем Рот был назначен командиром Екатеринбургского пехотного полка, которым командовал до 29 июля 1840 года, когда сменил генерала П. Е. Варпаховского на посту командира 1-й бригады 7-й пехотной дивизии; 30 августа 1839 года он был произведён в генерал-майоры.
21 марта 1843 года генерал-майор Рот был уволен от службы за ранами, с мундиром и пенсионом полного жалования.
Среди прочих наград Рот имел орден св. Станислава 2-й степени, пожалованный ему в 1837 году.
Скончался 28 сентября 1878 года.
Его братья:
- Иван — генерал-майор.
- Христиан — полковник.